# Tyrrell 007
Der Tyrrell 007 war ein Formel-1-Rennwagen, der bei Tyrrell entwickelt und werksseitig in den Formel-1-Saisonen 1974 und 1975 sowie bei den ersten Rennen 1976 eingesetzt wurde. Darüber hinaus fuhren zahlreiche Privatfahrer einen 007.

## Technik
Der 007 war eine Entwicklung von Derek Gardner, der schon die Vorgängermodelle 005 und 006 konstruiert hatte. Beim 007 kehrte Gardner wieder zu einem schlankeren Vorderwagen zurück, die Frontflügel waren weit flacher als bei den Vorgängermodellen. Auch die Seitenkästen waren schmäler, was dem Wagen insgesamt eine elegante Linienführung gab. 1974 wurden vier Fahrgestelle gebaut, die Aufhängungen mit Torsionsstäben und innenliegende Vorderbremsen hatten. Die beiden 1975 neu aufgebauten Fahrzeuge hatten Aufhängungen mit Federbeinen und außenliegende Bremsen. Der Motor war der bewährte V8 von Cosworth.

## Renngeschichte: Der 007 im Werksteam

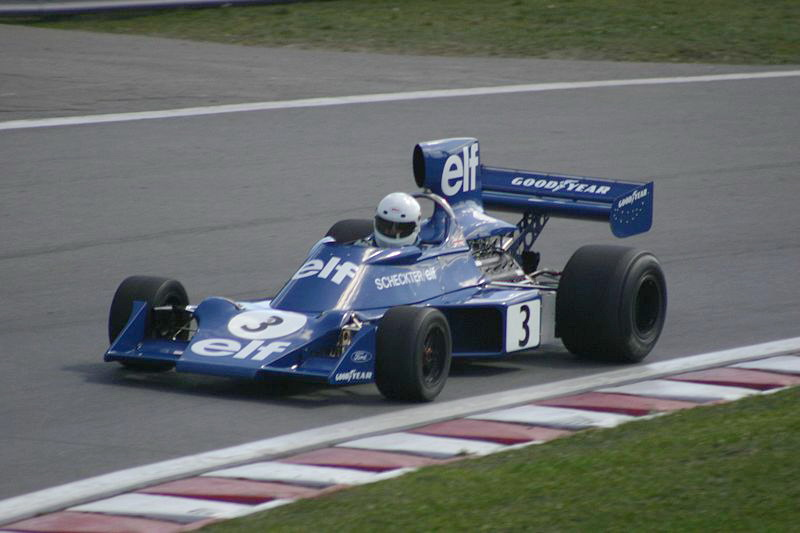
Der Tyrrell 007 von Jody Scheckter aus dem Jahre 1974; bei einer Demonstrationsrunde beim Großen Preis von Kanada 2004

Da die ersten Chassis erst sehr spät fertig wurden, mussten die beiden neuen Werksfahrer – Jackie Stewart hatte Ende 1973 seine Karriere beendet und François Cevert war beim Abschlusstraining zum Großen Preis der USA 1973 tödlich verunglückt – Jody Scheckter und Patrick Depailler die ersten Rennen des Jahres 1974 noch mit den Vorgängermodellen bestreiten. Sein Renndebüt gab der 007 beim Großen Preis von Spanien in Jarama, mit Jody Scheckter am Steuer, während Depailler weiterhin mit dem 006 vorliebnehmen musste. Scheckter wurde im Rennen mit zwei Runden Rückstand auf den Sieger Niki Lauda im Ferrari 312B2 Fünfter. Ab dem Großen Preis von Belgien konnte auch Depailler auf den 007 zurückgreifen. Beim vierten Einsatz folge der erste Sieg. Beim Training zum Großen Preis von Schweden hatte Patrick Depailler bereits die Pole-Position erzielt; im Rennen siegte dann Scheckter vor Depailler. Beim Großen Preis von Großbritannien gab es den zweiten Sieg, wieder herausgefahren von Jody Scheckter. Allerdings profitierte er von einem Reifenschaden des überlegen führenden Niki Lauda, der zwei Runden vor Schluss zu einem Reifenwechsel an die Box musste. Zwei Rennen vor Schluss der Meisterschaft lag der Südafrikaner nur einen Punkt hinter dem Schweizer Ferrari-Piloten Clay Regazzoni in der Fahrerwertung und hatte noch gute Chancen Formel-1-Weltmeister zu werden. Ausfälle durch technische Defekte bei den Rennen in Kanada und den USA machten diese Möglichkeit jedoch zunichte. Scheckter beendete die Weltmeisterschaft an der dritten Stelle der Gesamtwertung, sein Teamkollege Depailler wurde Neunter. Im Wettbewerb der Konstrukteure erreichte Tyrrell mit 52 Punkten den dritten Rang.
Die Saison 1975 war geprägt von der Überlegenheit von Ferrari. Niki Lauda dominierte mit dem Ferrari 312T die Meisterschaft. Für Tyrrell gab es mit dem 007 nur einen Saisonsieg. Jody Schecker siegte bei seinem Heimrennen in Südafrika. Die Saison verlief für Tyrrell insgesamt nicht erfolgreich. Im Konstrukteurspokal rutschte Tyrrell hinter Ferrari, Brabham, McLaren und dem kleinen Privatteam Hesketh an die fünfte Stelle ab. Ken Tyrrell entschloss sich daher zu einem radikalen Schritt und ließ für die Saison 1976 den Sechsrad-P34 entwickeln. Die ursprüngliche Typenbezeichnung wurde 1978 mit dem Tyrrell 008 fortgesetzt.

## Renngeschichte: Private Fahrer mit dem Tyrrell 007
Die 007-Fahrgestelle wurden an Privatfahrer verkauft. Zwischen 1975 und 1977 erschienen sie bei diversen Weltmeisterschaftsläufen, erzielten in den Händen der Privatfahrer aber keine Meisterschaftspunkte.

### 1975
Zum Großen Preis von Südafrika meldete das Team Lexington Racing einen im Vorjahr hergestellten Tyrrell 007 für Ian Scheckter, den Bruder von Jody Scheckter, der beim gleichen Rennen einen 007 für das Werksteam fuhr. Jody Scheckter qualifizierte sich im Werks-007 für den dritten Startplatz, Ian hingegen erreichte im privaten 007 nur Startposition 17. Während Jody das Rennen gewann, fiel Ian nach 55 Runden unfallbedingt aus.

### 1976
In der Formel-1-Saison 1976 wurden private Tyrrell 007 von südafrikanischen, italienischen, österreichischen und japanischen Teams gemeldet.
- Zu Beginn der Saison trafen die Scheckter-Brüder beim Großen Preis von Südafrika erneut aufeinander. Jody Scheckter bewegte wiederum einen Werks-007, und Ian fuhr den privaten, inzwischen zwei Jahre alten 007 für Lexington Racing. Im Qualifying lagen zwischen den beiden weniger als drei Zehntelsekunden; Jody erreichte den zwölften und Ian den 16. Startplatz. Jody Scheckter beendete das Rennen als Vierter, Ian hingegen fiel bereits in der ersten Runde aus, nachdem er mit dem Werks-Williams von Michel Leclère kollidiert war.
- Zu den Großen Preisen von Deutschland, Österreich, den Niederlanden und Italien meldete das Team Scuderia Gulf Rondini jeweils einen 007 für Alessandro Pesenti-Rossi. Abgesehen vom Rennen auf dem Circuit Zandvoort konnte sich Pesenti-Rossi regelmäßig qualifizieren und kam jeweils außerhalb der Punkteränge ins Ziel.
- Das ÖASC Racing Team meldete zu den Großen Preisen von Kanada und der USA Ost einen 007 für Otto Stuppacher. Stuppacher scheiterte bereits an der Qualifikation.
- Zum Großen Preis von Japan meldete das japanische Team Heros Racing einen 007 für Kazuyoshi Hoshino. Der Japaner qualifizierte sich als 21., fiel im Rennen aber nach einem Reifendefekt in der 27. Runde aus.

### 1977
Die letzte Meldung eines privaten Tyrrell in der Formel-1-Weltmeisterschaft erfolgte anlässlich des Großen Preises von Japan durch das japanische Team Meiritsu Racing. Der Japaner Kunimitsu Takahashi qualifizierte sich mit einem 007 als 22. und beendete das Rennen als Neunter. Das von ihm eingesetzte Auto war derselbe Wagen, mit dem Hoshino ein Jahr zuvor angetreten war.